# Luca Tesconi
Luca Tesconi (* 3. Januar 1982 in Pietrasanta) ist ein ehemaliger italienischer Sportschütze.

## Erfolge
Luca Tesconi, der Angehöriger der Sportfördergruppe der Carabinieri war, nahm an den Olympischen Spielen 2012 in London mit der Luftpistole über 10 m teil. Die Qualifikation beendete er mit 584 Punkten auf dem fünften Rang und zog ins Finale ein. In diesem erzielte er weitere 101,8 Punkte und belegte mit insgesamt 685,8 Punkten hinter Jin Jong-oh und vor Andrija Zlatić den Silberrang. Bei den Europaspielen 2015 belegte er in Baku den achten Rang im Einzel sowie den 13. Platz im Mixed.
Für seinen Olympiaerfolg erhielt er das Offizierskreuz des italienischen Verdienstordens.